# 新グレート・ゲーム
新グレート・ゲーム（しんグレート・ゲーム、英語: The New Great Game）とは、かつてソビエト連邦領だった中央アジアの国々のパイプライン建設を通して、石油と天然ガスの長期的な供給を確かなものにしようという中国、ドイツ、インド、日本、ロシア、韓国、イギリス、アメリカ間の競争関係のことである。
イギリスとロシアのこの地域における関係は、19世紀のグレート・ゲームに遡り、アメリカの中央アジア進出については、後発国とはいえ、1979年のソ連によるアフガニスタン侵攻に遡る。ソ連が一方的にアフガニスタンに侵攻したことへの対抗処置として、アメリカ政府は1985年から1992年にかけてオサマ・ビンラディンらを含むアフガン・ムジャヒディーンに資金提供した。中央アジアに反テロの軍事基地を作ろうとする超大国（殆どはアメリカ）の思惑により状況は複雑になっている。上海協力機構（中国・ロシアを中心とする安保組織）は、アメリカに中央アジアから軍隊を撤退させる計画を明らかにするよう求める2005年の声明を出した。

## 小国

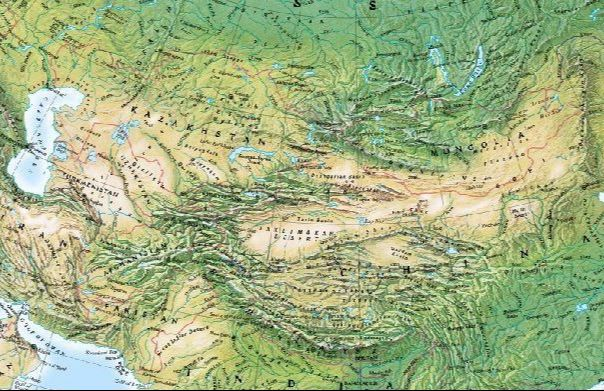
カフカース北西部からモンゴル北西部にかけての中央アジアの地図

大国がお互いの足掛かりを得ようと中央アジア全体に影響力を及ぼす一方で、イラン、トルコ、パキスタン、サウジアラビアのような小国、地域大国は、全て自分たちの個々の利害関係でこの「ゲーム」に参加している。米国の民間シンクタンク・国防情報センター（CDI）によると、過激派組織ウズベキスタン・イスラム運動（現トルキスタン・イスラム党）の共同設立者タヒル・ユルダシェフは、「サウジアラビア、イラン、トルコの情報部とイスラム慈善事業」から資金提供を受けている。4ヶ国政府の全てが、互いに競合する地域において、異なった政治・経済・文化事業を始めている。カザフスタンはまた、2006年12月の地震救援でキルギスに1億USドルの募金をしてその存在感を示したように、地域の主導権を握ろうともしている。インドとパキスタンの対立関係も、同様のものである。

## 「ゲーム」の時期
新グレート・ゲームの時期は、3期に分かれる。第1期は第二次世界大戦末期に始まり、ソ連が凋落する冷戦末期まで続いた。第2期は中央アジア諸国の独立と共に始まり、民主化と外国の投資受け入れがグルジア、ウクライナ、キルギスで始まった2000年代初頭の「色の革命」までの期間である。第3期である現代は、中央アジア諸国が初めて公然とイギリスとアメリカを信頼できるか疑問を呈した2005年5月に始まり、3つの異なった外交政策が、中央アジア諸国に現れている。ウズベキスタンのイスラムテロリストは、政府の打倒を目指したが、カリモフ政権により強圧的に鎮圧された。

## 第2期

### 東方との同盟関係

#### キルギス（1991年 - 2005年）
キルギス大統領アスカル・アカエフは国内の野党が増えたとして2002年にアメリカ合衆国からの援助を要請したが、民主化や人権問題で進展を見せられず、殆ど援助が受けられなかった。アカエフはロシア語を公用語とし、カントの基地をロシアに提供し、2002年にはロシアとの貿易が49％まで増大した。2005年のチューリップ革命で、アスカル・アカエフ政権は打倒された。

## 第3期

### 東方との同盟関係

#### 2005年5月以降のウズベキスタン
西洋諸国は初めはアンディジャンのデモを鎮めるのにウズベキスタン政府が過度に軍を使用するのを強く非難する一方で、イスラム・カリモフの政権は、中国、インド、ロシアから言葉通りの財政支援を受けた。欧州連合は2005年10月3日（最初の衝突からほぼ5ヶ月後）にウズベキスタンに対する貿易と交流の制裁を発動した。カリモフは2005年7月29日、米軍は6ヶ月以内にカルシ・ハナバード空軍基地から出て行くよう命じた。2006年8月、ウズベキスタンは集団安全保障条約機構に再加盟し、同年12月21日、ロシアは緊急時にウズベキスタンのナヴォイ空軍基地を使用する権利を得た。

### 拮抗する利害関係
アンディジャンの騒乱後、カザフスタン大統領ヌルスルタン・ナザルバエフとタジキスタン大統領エモマリ・ラフモノフは、OSCEとNATOと更に政治的な連携を推し進める一方で、東西の諸国との関係でバランスを取ることを選択した。RIA Novostiはソ連が崩壊したとき、ラフモノフは「内戦を生き残り権力の中枢で機動作戦を習得してその地位を保った」と報じた。ナザルバエフは「迅速に必要な改革を行ったが有名無実のマルクス主義的経済政策を維持しながら個人的な権力は維持した」。アメリカ陸軍大学教授でユーラシア・ネットに良く投稿しているスティーヴン・ブランクは、ナザルバエフ政権の外交政策を、カザフスタンが関係国それぞれの都合に合わせることのない政策と位置づけた。

#### カザフスタン
独立後カザフスタンは、イスラエル、西ヨーロッパ、日本、韓国との関係を大幅に改善してきた。
イスラエルの小型偵察衛星とカザフスタンの通信衛星は、バイコヌール宇宙基地から打ち上げられている。副首相カリム・マシモフは10月後半にイスラエルの副首相シモン・ペレスと会った。2006年10月29日、両副首相は国営カザフスタン革新基金が中東の平和の谷計画などの計画に投資を開始するとイスラエルから発表した。マシモフが言うには、「私はシオンの国へカザフスタンが中東に関わることに関心のある穏健なイスラーム国家であるとの大統領からの明確なメッセージを携えてきた。カザフスタンはイスラエルなどの隣国との政治的・経済的関係を築くつもりである」マシモフは死海運河に触れ、自由貿易地帯を創設したいと表明した。副首相のペレスとマシモフは、両国に農業学校を作ることで合意した。NIFはイスラエルのVC基金Vertexに1000万USドルを提供している。マシモフは「イスラームの美しい面」を見せているとしてカザフスタンを賞賛しているイスラエル首相エフード・オルメルトとも会った。現代のこうしたカザフスタンの関係構築は、更に多くのイスラーム国家が受け継ぐべき経済発展と民族間の調和の完璧な例になっている。中東タイムズは、カザフスタンが、2006年11月7日に今週前半にトルコ・イスラエル間の回廊地帯のインフラ計画と2007年にイスラエルが領有化する計画のイスラエル・ハイファの製油所を買い取ることに関心を示したと報じた。
カザフスタンは、2009年に欧州安全保障協力機構(OSCE)の代表になれるよう支持を獲得する運動を開始した。カザフスタン外相カシムジョマルト・トカエフは2006年10月3日 - 4日にブリュッセルを訪れ、欧州議会外交委員会に2009年にOSCEの代表になりたいと申し入れた。この申し入れでカザフスタンは「数少ない産油国の一つであり世界や欧州の市場で重要な選択肢になる」と述べ、エネルギー供給を保証するために欧州連合、中国、インドとは「凄まじい」競争関係にあると主張した。2006年 - 2021年にEUに8000万ドルを投資するよう求め、ブルガス・アレクサンドロポリス間とオデサ・ブロディ・グダニスク間のパイプライン計画に関心を示した。カザフスタンは「欧州の隣国」になることも考えていると再度断言した。ナザルバエフ大統領は2006年9月23日からのブリュッセル訪問でベルギー首相ギー・フェルホフスタット、国王アルベール2世、ルクセンブルク首相ジャン＝クロード・ユンケル、EU理事会事務総長ハビエル・ソラナ、EU委員会代表ジョゼ・マヌエル・ドゥラン・バローゾ、EU外交・隣国政策委員ベニータ・フェレーロワルトナー、欧州議会議長ジョセップ・ボレルフテイユ、NATO事務総長ヤープ・デ・ホープ・スヘッフェルと会った。カザフスタンのベルギー大使はベルギーのアントウェルペン州知事と会った。両者はカザフスタンからベルギーに対するエネルギーと天然ガス供給の可能性について議論した。
カザフスタン首相ダニヤル・アフメトフは韓国首相韓明淑とアスタナで2006年9月23日に会い、経済関係に関する双務的な合意文書数点に署名した。韓国はエネルギー、ウラン掘削、建設、輸送、金融部門に関する共同事業に20億ドルを追加出資することに合意した。アフメトフは韓国に新型原子炉開発に参加するよう申し入れた。韓国の投資家は、ウズベキスタンに本社のある企業300社以上と関係がある。韓はナザルバエフに2007年に韓国を訪問するよう要請した。韓は9月24日までカザフスタンに滞在した。その後ウズベキスタンを訪れた。

#### キルギス（2005年 - ）
最高会議の立法議会は、チューリップ革命でアカエフ大統領を追放し、2005年3月24日クルマンベク・バキエフを大統領代行兼首相代行に任命した。バキエフは同年7月の大統領選で当選すると、キルギス北部でキリスト教徒やロシア人から大変支持を受けているフェリックス・クロフを首相に任命した。バキエフ＝クロフ政権はロシアに空軍基地を使わせる一方で、アメリカ合衆国にアフガニスタンで作戦が遂行できるよう基地を提供し、米露の利害関係を拮抗させる政策を採用している。ロシアは合意に基づいてキルギスに軍備の移管を始めている。Mi-24とMi-8のヘリコプターそれぞれ2機が、2006年12月26日にキルギス国防省に供与された。

#### タジキスタン
中国に国営電話会社タジクテレコムへの投資を認め、ノルウェーへのアルミニウムの売り上げは倍増し、イギリスには金、ダイアモンド、銅を売っているとはいえ、ラフモノフ（2007年4月14日、ラフモノフは、ラフモンと改名した。）はロシアにタジキスタンの基地使用を認めてきた。基地返還でロシア政府はキルギスで行ったように、タジキスタンに軍備を無償で供与し始めた。2006年11月、タジキスタン防衛省はMi-24とMi-8のヘリコプターを2機ずつ受け取った。タジキスタン政府は2006年12月29日にザルベジネフテガス（ロシア国営石油会社ガスプロムの子会社）に通常は石油とガスの探査に先立つタジキスタンでの地質調査を行う免許を2つ与えた。同時にタジキスタン政府は2007年にウズベキスタンから輸入する天然ガスに2006年の価格の2倍を支払うことに合意した。1000立方メートルあたり100USドルという2007年の価格は、依然として国際的なガス価格よりもかなり安い。
インド国防相ジョージ・フェルナンデスは2002年にタジキスタンを訪れ、タジキスタン政府と会合を行った。ラフモノフ政権はインド政府がインド以外では初の軍事基地を置くことを認めることに合意した。タジキスタン・ドゥシャンベのファルホル空軍基地が2004年に提供された。基地は中央アジアのイスラムテロリストに対する反テロ作戦に使用されている他にパキスタンの基地を標的にしている。スティーヴン・ブランクは基地がイラン、アフガニスタン、パキスタン、インド、更にはトルクメニスタン、アフガニスタン、パキスタン、インドを結ぶパイプラインのような「メガプロジェクト」を通じて中央アジアのエネルギーを得ようというインドの決意の表れだと言っている。アメリカ合衆国はインドの力が中国やロシアに対する対抗軸に成長することを望んでいるのでこうした動きを支持している。
タジキスタン大統領エモマリ・ラフモノフと中国国家主席胡錦濤は、1月14日に首都北京で合意文書数点に署名した。ラフモノフはタジキスタン政府が一つの中国政策を支持し安全保障を主導するのは、三悪と戦うことにある点を再確認した。中国政府の高官と会う一方で1月21日まで中国に滞在した。

### 中立

#### トルクメニスタン
トルクメンバシことサパルムラト・ニヤゾフはトルクメニスタン化という国内政策と密接に絡んだ第三の外交を追求している。ニヤゾフは更なる個人崇拝を望んでいるが、ロシアがトルクメニスタン経済とトルクメニスタン文化のロシア化に干渉するのを恐れ公式にはトルクメニスタンは中立国だと言った。トルクメニスタンは中央アジアで唯一集団安全保障条約機構に加盟せず、唯一上海協力機構に加盟せず、ニヤゾフが2005年8月26日に独立国家共同体の準加盟国にした時点で事実上共同体を去った国である。アメリカ合衆国主導のテロとの戦いに対するニヤゾフの支持は、2001年のアフガン戦争でアフガニスタンにおける使命を完遂する連合軍に自国領空を明確に明け渡し、個人崇拝を維持し反対派を弾圧する助けになる程度に行っただけである。
トルクメニスタンがニヤゾフ時代に石油をロシアに輸出する一方で、ニヤゾフはトルクメニスタンの経済がロシアに依存するのに悩んでいた。カスピ海ガスパイプラインの建設が完了すれば、トルクメニスタンからナブコパイプラインに天然ガスを送出し、オーストリア、ブルガリア、ルーマニア、トルコの西欧諸国にも天然ガスを送ることになる。トルコの会社GAMAエンドゥストリと双日は、2000年にトルクメニスタンで石油処理部門を建設した。日本のJGC、伊藤忠商事、日商岩井（現在の双日）とイタリアの企業バセルテクノロジーズは、製造過程に繋がるポリプロピレン製造部門を建設した。ポリプロピレンは以来まずロシア、トルコ、イラン、中国に販売している。JGCと伊藤忠商事は、プラントの能力を毎年9万トンから24万トンに拡大できるよう申し入れている。伊藤忠商事はセイディ製油所の近代化も申し入れている。

## 言葉の由来
パキスタンの記者アフメド・ラシッド（英: Ahmed Rashid）は、イギリス帝国とロシア帝国が19世紀と20世紀前半に中央アジアの戦略的覇権を巡って争った「グレート・ゲーム」とロシアとアメリカ合衆国が同じ地域で軋轢を起こしたことを平行的に並べて「新グレート・ゲーム」という言葉を作った。